# کاوا (شراب اسپانیایی)

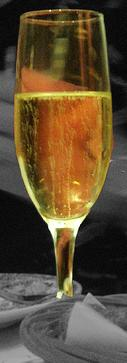
یک لیوان کاوا سفید

کاوا (کاتالان: [ˈkaβə] , pl. غارها؛ اسپانیایی: [ˈkaβa] , pl. cavas) یک شراب گازدار است که از کشور اسپانیا برخوردار است. ممکن است سفید (بلانکو) یا رز (رزادو) باشد. ماکابیو، پارِیادا (Parellada) و شارللو (Xarel·lo) محبوب‌ترین و سنتی‌ترین گونه‌های انگور برای تولید کاوا هستند. شاردونی و مالوازیا نیز مجاز هستند. انگورهای قرمز مجاز عبارتند از گارناچا تینتا، مورورده، ترپات و پینونوآر. فقط شراب‌هایی که به روش سنتی تولید می‌شوند ممکن است دارای برچسب «کاوا» باشند. آنهایی که توسط فرآیندهای دیگر تولید می‌شوند را فقط می‌توان «شراب‌های گازدار» (vinos espumosos) نامید. حدود ۹۵٪ از کل کاوا در منطقه پندس در کاتالونیا، اسپانیا تولید می‌شود و روستای سانت سادورنی د آنیا خانه بسیاری از بزرگ‌ترین خانه‌های تولید کاتالونیا است. : ۱۴۴–۱۴۵ دو تولیدکننده اصلی کودورنیو و فریکسنت هستند. کاوا همچنین در روستاهای دیگر در استان‌های استان خیرونا، استان ییدا، استان تاراگونا، و بارسلون در کاتالونیا، ساراگوزا در آراگون، استان باداخس در اکسترمادورا، لاریوخا (استان)، استان آلابا در کشور باسک، ناوارا و والنسیا در جامعه والنسیا تولید می‌شود.
بازاریابی کاوا به عنوان «شامپاین اسپانیایی» دیگر تحت قوانین اتحادیه اروپا مجاز نیست، زیرا شامپاین دارای وضعیت جغرافیایی محافظت شده (PGS) است. در زبان عامیانه هنوز در اسپانیایی champán یا champaña یا در زبان کاتالانی به اسپانیایی champú champú در اسپانیایی xampany می‌گویند. امروزه توسط قانون به عنوان «شراب گازدار با کیفیت تولید شده در یک منطقه تعیین شده» (Vino Espumoso de Calidad Producido en una Región Determinada , VECPRD) تعریف می‌شود.

کلمه champán در اسپانیایی نباید با achampañado، یک اصطلاح محاوره‌ای برای شراب‌های گازدار غیر سنتی اشتباه گرفته شود. این شراب‌های آشامپانادو معمولاً ارزان‌تر هستند، در بارها یا رستوران‌های متخصص در آن‌ها با بطری سرو می‌شوند و از این رو این موسسات به همین نام، یعنی achampañado نامیده می‌شوند. این کاوا نیست، اما تا حدودی یک نوشیدنی محبوب نیز هست. 

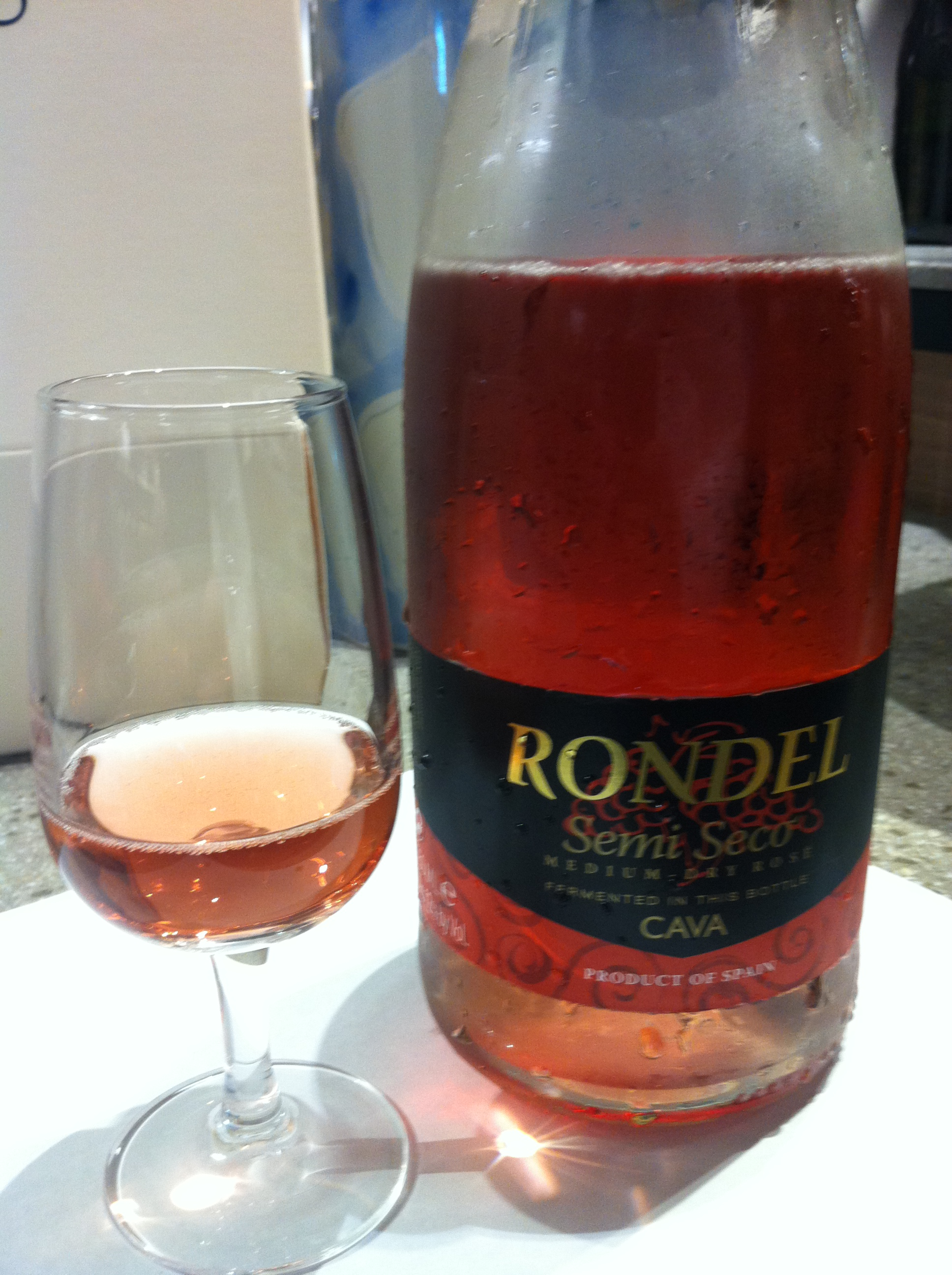
یک رزادو کاوا نیمه دوم (نیمه خشک).

### نام
کلمه اسپانیایی cava (pl. : cavas) به معنای " غار " یا " سرخاب " است، زیرا غارها در روزهای اولیه تولید کاوا برای حفظ یا پیری شراب مورد استفاده قرار می‌گرفتند. : ۱۴۳–۱۴۴ شراب سازان اسپانیایی این اصطلاح را در سال ۱۹۷۰ به‌طور رسمی پذیرفتند تا محصول خود را از شامپاین فرانسوی متمایز کنند.

### تاریخ
شراب گازدار کاتالان برای اولین بار در سال ۸۱۵۱ ساخته شد، در حالی که ریشه‌های صنعت کاوا را می‌توان به سفرهای جوزپ راونتوس در اروپا در دهه ۱۸۶۰ جستجو کرد، جایی که او شراب‌های ساکن شراب سازی کودورنیو را تبلیغ می‌کرد. بازدیدهای او از منطقه شراب شامپاین باعث علاقه‌مندی به پتانسیل شراب اسپانیایی شد که با استفاده از همان روش سنتی تهیه می‌شود. او اولین بارقه خود را در سال ۱۸۷۲ ایجاد کرد، پس از اینکه تاکستان‌های پندس توسط طاعون فیلوکسرا ویران شدند و تاک‌های عمدتاً قرمز با تعداد زیادی انگور که انگور سفید تولید می‌کردند جایگزین شدند.
تولیدکنندگان کاوای کاتالونیایی با اختراع ژیروپالت، یک وسیله مکانیزه بزرگ که جایگزین حلزون دستی شد، پیشگام توسعه فن آوری قابل توجهی در تولید شراب گازدار شدند، که در آن خرچنگ‌ها در گردن بطری قبل از ریزش و چوب پنبه شدن جمع می‌شوند. در قرن بیست و یکم گسترش بین‌المللی خود را آغاز کرد و به چندین اقتصاد صادر شد.